# Annaliści rzymscy
Annaliści – starożytni rzymscy historycy, tworzący w czasach republiki, od III do I wieku p.n.e. 
Nazwano ich tak ze względu na to, że w swoich pracach, noszących najczęściej tytuł Annales (łac. „Roczniki”), przedstawiali dzieje Rzymu w porządku annalistycznym, rok po roku. Pierwszym z nich był Kwintus Fabiusz Piktor, jednocześnie pierwszy znany historyk rzymski. On i czterech kolejnych autorów pisali po grecku. Łacinę jako język dzieł annalistycznych wprowadził z powodzeniem Lucjusz Kasjusz Hemina.
Ze względu na różnice w zakresie języka, jak i stylu narracji, wprowadzono podział annalistów na trzy grupy: starszych, średnich i młodszych. Praca żadnego spośród nich nie zachowała się w całości, przetrwały jedynie większe lub mniejsze fragmenty w twórczości innych starożytnych pisarzy. Najczęściej ocenia się, że najbardziej wiarygodni byli annaliści starsi i średni, natomiast młodsi przywiązywali większą wagę do stylistyki niż do rzetelności i ich dzieła zawierały sporo zmyśleń.
Dzieła annalistyczne były wykorzystywane przez następnych starożytnych historyków, szczególnie wiele czerpali z nich Dionizjusz z Halikarnasu i Tytus Liwiusz.

## Termin
Termin „annaliści” (oraz „annalistyka”) wprowadzili nowożytni badacze literatury łacińskiej, określając w ten sposób starożytnych historyków rzymskich, działających przed Salustiuszem i Cezarem, których dzieła przedstawiały wydarzenia w układzie annalistycznym, rok po roku i najczęściej nosiły tytuł Annales (łac. „Roczniki”). Była to pierwsza forma historiografii rzymskiej. Nie zalicza się do ich grona tych spośród antycznych autorów, którzy inaczej ujmowali tematykę historyczną, między innymi Katona Starszego, Celiusza Antypatera, Semproniusza Aselliona, Salustiusza i Tytusa Liwiusza. 
Niekiedy mianem annalistów określano także późniejszych rzymskich dziejopisów, działających w dobie cesarstwa, co do których przyjmuje się, że swe prace tworzyli również w układzie rocznikowym. 
Wątpliwości związane z posługiwaniem się tym pojęciem wobec historyków czasów republiki występują ze względu na brak pewności, czy faktycznie pierwsi spośród nich, piszący po grecku, przyjęli w swoich pracach układ annalistyczny, jak i to, że tytuł Annales mógł oznaczać każdy rodzaj pracy związanej z historią, o czym może świadczyć użycie go przez poetę Enniusza jako tytułu jednego z jego utworów. Zwrócono także uwagę na to, iż dodatkową niejasność wprowadza praktyka nieużywania miana annalisty wobec Liwiusza czy również Tacyta, mimo że w swoich pracach sięgali po układ rocznikarski. Ta niekonsekwencja po części wynika z rozróżnienia, jakie poczyniono jeszcze w antyku pomiędzy terminami annales a historiae – pierwszy zaczęto wiązać z konwencjonalnymi kronikami, zaś drugi z pracami autorów opisujących współczesne sobie wydarzenia na wzór Tukidydesa. Niektórzy rzymscy pisarze, jak Gajusz Azyniusz Pollion, uważali nawet, że annales jedynie porządkują materiał historyczny, zaś historiae przedstawiają krytyczne objaśnienie dziejów. 
Termin „annaliści” bywa też używany w nowoczesnej historiografii w charakterze pejoratywnym jako określenie dziejopisów bezkrytycznych i fałszywie przedstawiających wydarzenia, jednak takie podejście oceniane jest negatywnie, jako wprowadzające w błąd, ponieważ brak jest pełnego obrazu prac annalistów rzymskich ze względu na stan ich zachowania i nie sposób w pełni uzasadnić tak negatywne oceny ich dorobku.

## Podział autorów
Ze względu na różnice w języku i stylu narracji annalistów okresu republiki dzieli się na trzy grupy:
| Annaliści starsi (III w. p.n.e.–I poł. II w. p.n.e.), piszący po grecku | * Kwintus Fabiusz Piktor * Lucjusz Cyncjusz Alimentus * Publiusz Korneliusz Scypion * Gajusz Acyliusz * Aulus Postumiusz Albinus                                                    |
| Annaliści średni (150–75 p.n.e.), piszący po łacinie                    | * Lucjusz Kasjusz Hemina * Kwintus Fabiusz Maksymus Serwilianius * Lucjusz Kalpurniusz Pizon Frugi * Gajusz Fanniusz * Gajusz Semproniusz Tuditanus * Gnejusz Gelliusz * Wennoniusz |
| Annaliści młodsi (reszta I w. p.n.e.), piszący po łacinie               | * Kwintus Klaudiusz Kwadrygariusz * Waleriusz Antias * Gajusz Licyniusz Macer * Lucjusz Korneliusz Syzenna * Lucjusz Eliusz Tuberon * Kwintus Eliusz Tuberon                        |

Stosowany był również podział tylko na dwie grupy, annalistów starszych i młodszych, w którym do pierwszych zaliczano autorów od Piktora do Albinusa. Niekiedy piszących po grecku wyodrębniano w osobną grupę, bez własnej nazwy i w takim przypadku mianem annalistów starszych określano pisarzy od Heminy do Wennoniusza, zaś młodszych od Kwadrygiusza do Tuberonów.

## Stan zachowania
Twórczość annalistów przepadła praktycznie całkowicie, znana jest jedynie na podstawie dzieł autorów starożytnych, którzy korzystali z ich prac, w formie wzmianek czy przytaczanych fragmentów. Stopniowe popadanie w zapomnienie tego dorobku rzymskiej historiografii (jeszcze w epoce antycznej) wynikało z negatywnego oceniania stylu pisarskiego. Od czasów Cycerona za mankamenty uznawano między innymi ich zwięzłość i mało ozdobny język. 

## Geneza
Pierwsi annaliści kierowali swoje dzieła do odbiorców ze świata hellenistycznego, by przeciwstawić się prokartagińskim przekazom i rozpropagować rzymski punkt widzenia. Sięgnięcie po grekę jako język roczników było w takiej sytuacji naturalne, miało zapewnić poczytność. Mogło także wynikać z braku wcześniejszej literatury historiograficznej po łacinie, jak i traktowania jej jako greckiej specjalności. Podobna motywacja towarzyszyła następnym dziejopisom, a ponadto pobudzała także ich świadomość znaczenia Rzymu i jego szans na zapanowanie nad basenem Morza Śródziemnego. Pragnęli zaprezentować potęgę ojczyzny elitom innych państw, przedstawiając kolejne osiągnięcia jako argumenty na rzecz rzymskiej dominacji. Przyjęcie chronologicznego, rocznikarskiego układu w treści wynikało z wielkiego wpływu dawnych tablic pontyfików, z zapisami ważnych wydarzeń, które z czasem zebrano i opublikowano jako Annales maximi. Okazało się to trwałe, nawet po zmianie języka. Przejście na łacinę było efektem wpływu dzieła Katona Starszego Origines, lecz annaliści pozostali przy ujęciu rocznikarskim, nie przyjmując układu geograficzno-rzeczowego, który w tej pracy został zastosowany.

## Charakterystyka twórczości
Annaliści czerpali wiadomości ze wspomnianych Annales maximi, spisów cenzorów z listami urzędników, jak i prywatnych archiwów poszczególnych rodów oraz tradycji ustnej czy legend. Stopniowo przyswajali wzory hellenistycznej historiografii w zakresie opracowywania tego materiału. Uwzględniali w swoich pracach także dzieje poszczególnych miast Italii oraz powstanie i rozwój różnych instytucji państwowych czy też form kultu religijnego. W tym ostatnim niekiedy widoczny jest wpływ łacińskiego przekładu dzieła Euhemerosa, dokonany przez Enniusza. 
W całym nurcie dostrzega się tendencje propagandowe czy patriotyczne, jak również silne moralizatorstwo. Charakterystyczne jest także poświęcanie coraz większej wagi najdawniejszym dziejom Rzymu. O ile wcześni annaliści pobieżnie traktowali początki republiki, to kolejni pisali o tym dużo więcej, zapewne dzięki szerszemu udostępnieniu Annales maximi, które przy redakcji mogły być wzbogacane o nowe szczegóły. Przykładowo Kalpurniusz Pizon poświęcił okresowi lat 500–300 p.n.e. dwie księgi, natomiast Gelliusz już dwadzieścia.
Na ogół przyjmuje się, że annaliści starsi, jak i średni (z epoki Grakchów) byli bardziej wiarygodni w swojej twórczości, natomiast młodsi, chcąc przyciągnąć zainteresowanie czytelników, uprawiali coraz bardziej zretoryzowaną historiografię, o bardziej wyszukanej formie kompozycji i stylu, nie dbając jednak o rzetelność, a dowolnie traktując materię historyczną. Ich literackie zabiegi nie zostały pozytywnie ocenione już przez Cycerona, na którego ocenę mógł też wpłynąć problem wiarygodności. 
Badacze starożytności jako mankamenty annalistyki młodszej wymieniali wprowadzanie zupełnie fikcyjnych epizodów, jak wymyślone zwycięskie bitwy, mające podnieść prestiż opisywanych rodów, mnożenie ponad miarę liczby poległych przeciwników, co miało podnosić znaczenie wygranych starć, czy też przedstawianie dawnych sporów pomiędzy patrycjuszami a plebejuszami przez pryzmat zmagań między optymatami a popularami. Dochodziło nawet do zapożyczania epizodów z II i I wieku p.n.e., które z niewielkimi zmianami trafiały do opisów wydarzeń ze stuleci V i IV, tak by te stały się obszerniejsze. Często zdarzały się powtórzenia całych fragmentów, zwłaszcza w sytuacjach, gdy jakieś wydarzenie miało w źródłach rozbieżną datację. Oprócz tego wskazywano na błędne próby wskazania w odległych czasach uzasadnienia dla działalności obu stronnictw współczesnych annalistom młodszym, zaś rozległość dzieł (po 20 lub więcej ksiąg) miała być częściej wynikiem wprowadzania dywagacji literackich i zmyśleń niż solidnych badań, a poprzez dodawanie wielu nowych szczegółów tworzono złudne wrażenie dokładnego przedstawienia dziejów. Za wyraz prawniczego sposobu myślenia tych autorów uznawano dodawanie jakichś dawnych wydarzeń mających uzasadnić współczesne im instytucje czy ceremonie. Pod szczególnie silnym wpływem bieżących walk politycznych powstały najwyraźniej prace Klaudiusza Kwadrygariusza i Waleriusza Antiasa, co wraz z mieszaniem wydarzeń fikcyjnych z rzeczywistymi, obniża ich wiarygodność.

## Znaczenie
Pierwsi annaliści wprowadzili Rzymian do grona ludów posługujących się greką jako językiem wspólnym dla basenu Morza Śródziemnego. Zaczęli też wiązać genezę swojego miasta z Troją i Grecją. Kolejni pisarze tego nurtu, zwłaszcza annaliści młodsi, stanowili ważne źródło informacji dla późniejszych starożytnych historyków, przede wszystkim Dionizjusza z Halikarnasu i Tytusa Liwiusza, którzy jednak w niewielkim stopniu podjęli próbę zweryfikowania tych przekazów. Zależność drugiego z nich od annalistycznych przekazów w zakresie wczesnej historii Rzymu stała się główną przyczyną trudności w próbach rekonstrukcji tego okresu.